# روبرت لوف تايلور (محامي)
روبرت لوف تايلور (بالإنجليزية: Robert Love Taylor)‏ هو قاضي ومحامي أمريكي، ولد في 20 ديسمبر 1899، وتوفي في 11 يوليو 1987.